# Saché
Saché ist eine französische Gemeinde mit 1405 Einwohnern (Stand 1. Januar 2022) im Département Indre-et-Loire in der Region Centre-Val de Loire; sie gehört zum Arrondissement Chinon. Das Gemeindegebiet ist Bestandteil des Regionalen Naturparks Loire-Anjou-Touraine.

## Bevölkerungsentwicklung
- 1962: 0586
- 1968: 0638
- 1975: 0601
- 1982: 0738
- 1990: 0868
- 1999: 1004
- 2005: 1150
- 2017: 1392

## Sehenswürdigkeiten
- Schloss Saché
- Kirche Saint-Martin-de-Vertou (12. Jahrhundert)
- Manoir de Becheron (16./17. Jahrhundert)

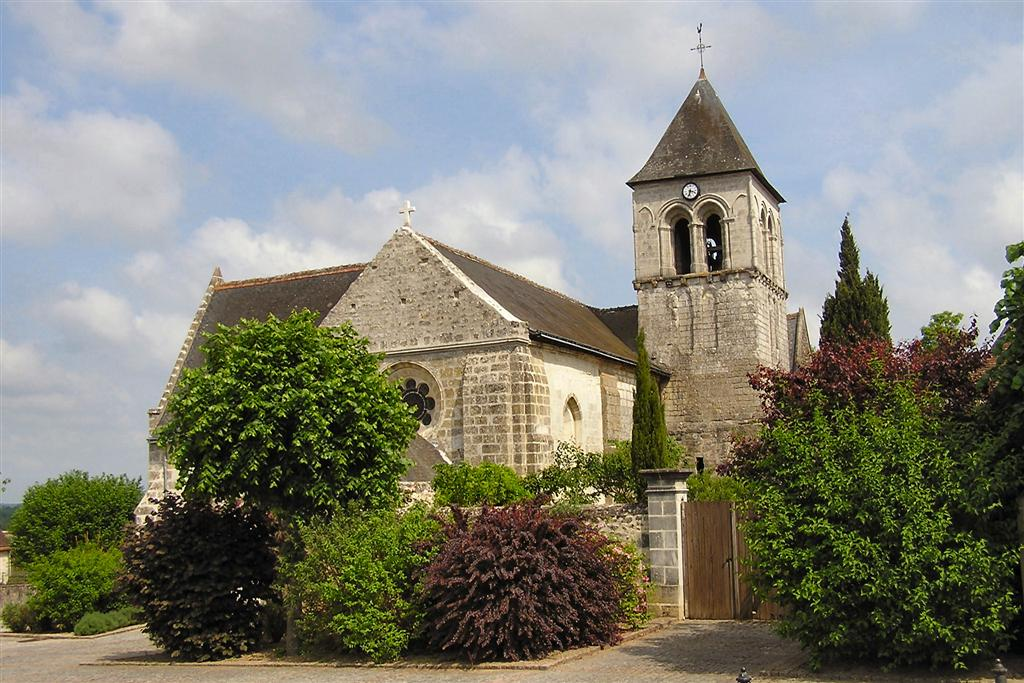
Kirche Saint-Martin-de-Vertou
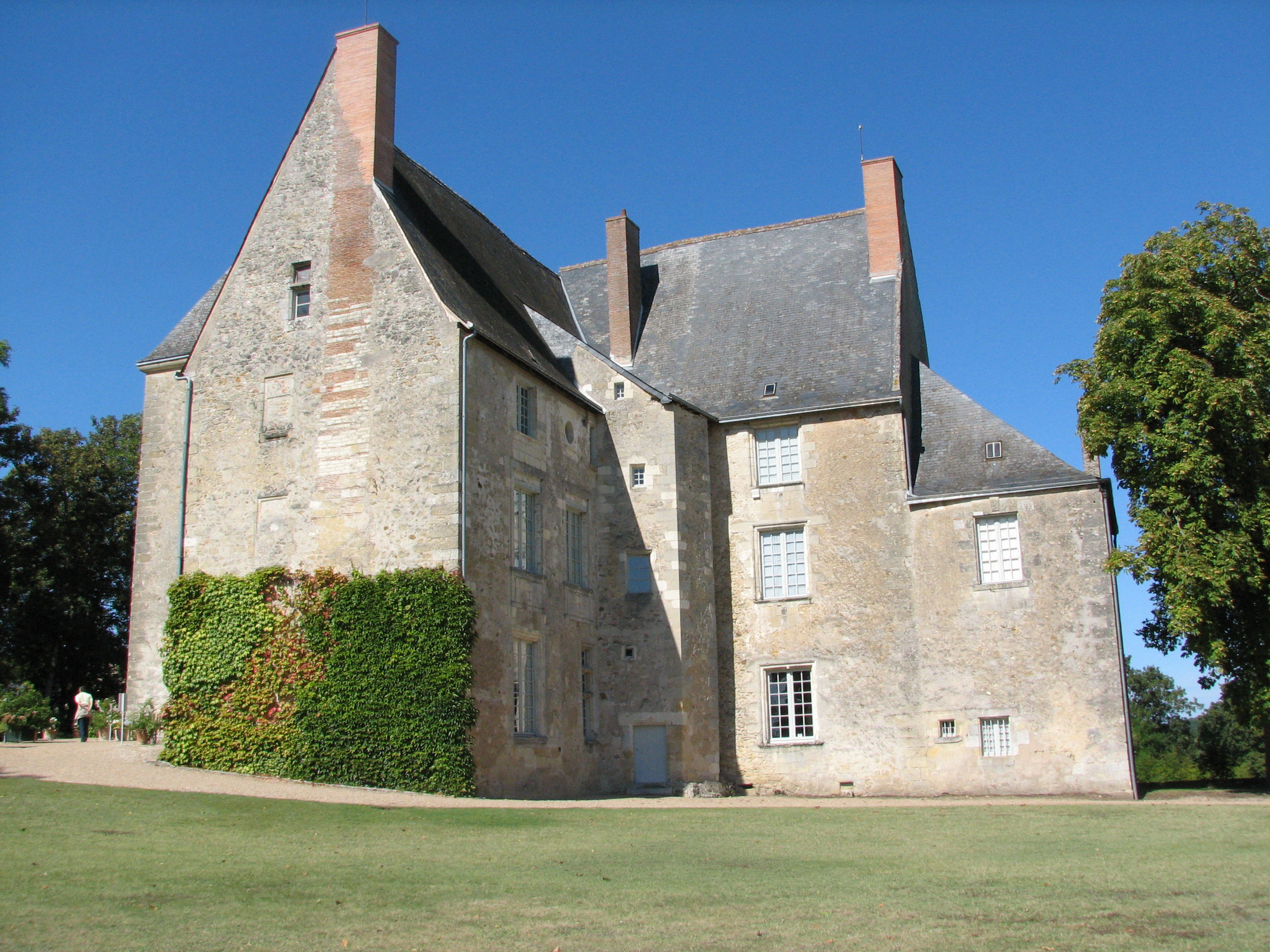
Schloss Saché
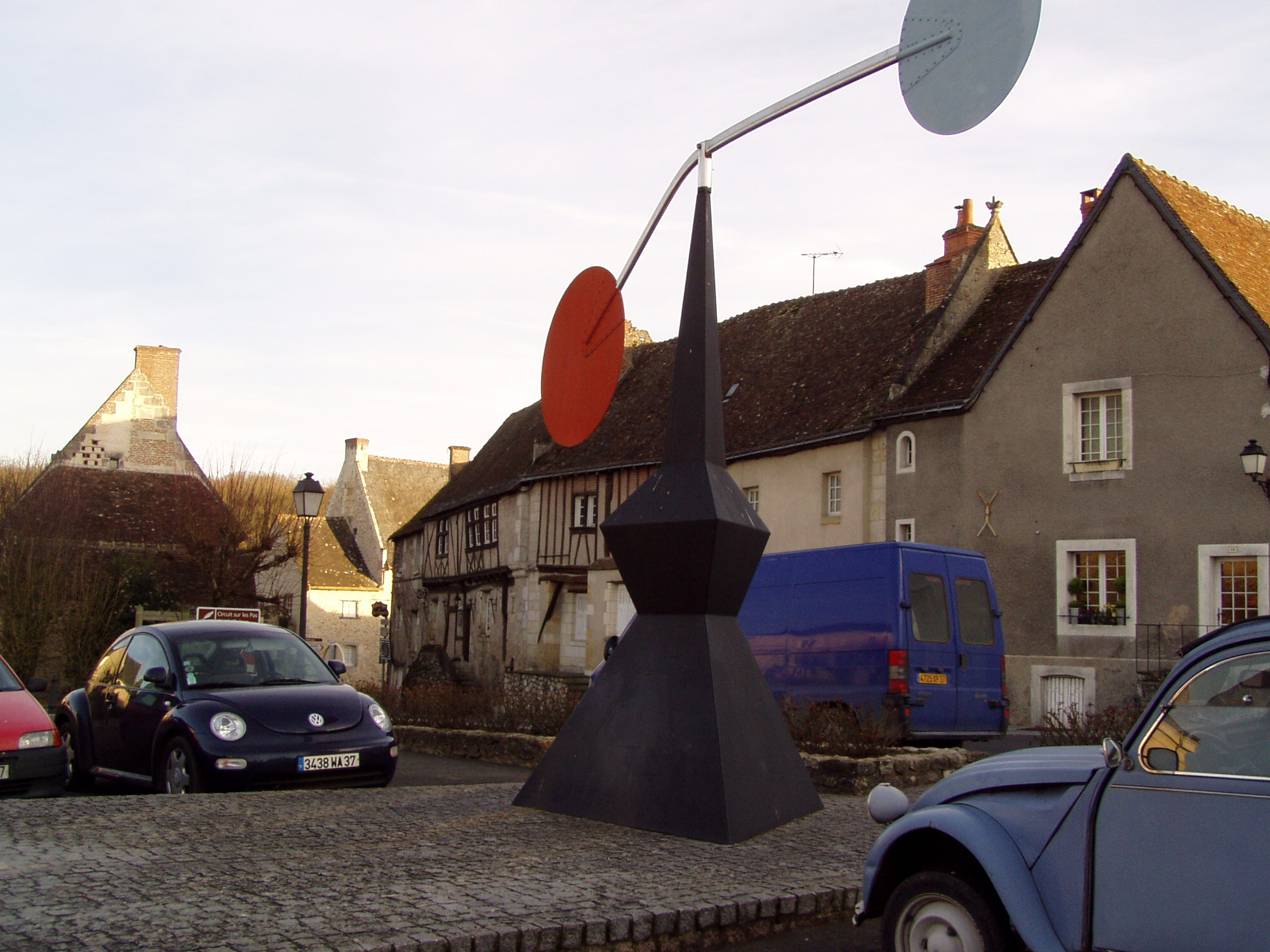
Mobile von Alexander Calder

## Persönlichkeiten
- Honoré de Balzac (1799–1850), Schriftsteller, hielt sich zwischen 1825 und 1848 regelmäßig im Schloss Saché auf und arbeitete dort an Vater Goriot, Verlorene Illusionen und La Recherche de l’absolu.[1]
- Alexander Calder (1898–1976), Bildhauer der Moderne, lebte und arbeitete hier von 1954 bis zu seinem Tod 1976.[2]